# 杰法拉平原
杰法拉平原（Djeffara）是位於突尼斯东南部和利比亚西北部的平原。它从加贝斯北部的希拉附近沿著地中海（加貝斯灣）直抵的黎波里，长度近400公里，宽度為30至180公里。它的面积约为10,000平方公里。
32°35′57″N 11°41′39″E / 32.599122°N 11.694031°E